# Rudolf Ribarz

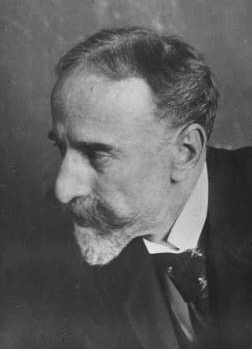
Rudolf Ribarz

Rudolf Ribarz (Wenen, 30 mei 1848 - Wenen, 12 december 1904) was een Oostenrijkse kunstschilder die ook enkele jaren in Nederland heeft gewerkt.

## Leven en werk
Ribarz studeerde aan de Academie van beeldende kunsten in Wenen en kreeg er les van Albert Zimmermann. Ribarz maakte diverse reizen van 1870 tot 1892 naar Trente, Parijs, Normandië en ook Nederland. In Brussel volgt hij lessen bij Charles van der Stappen. In Nederland zijn onder andere werken bekend van de heide in Wezep en het gebied rondom Dordrecht en Rotterdam. Na terugkomst in Wenen ging hij werken aan de Weense kunstacademie.
Werk van Ribarz is te vinden in de collectie van Österreichische Galerie Belvedere in Wenen.

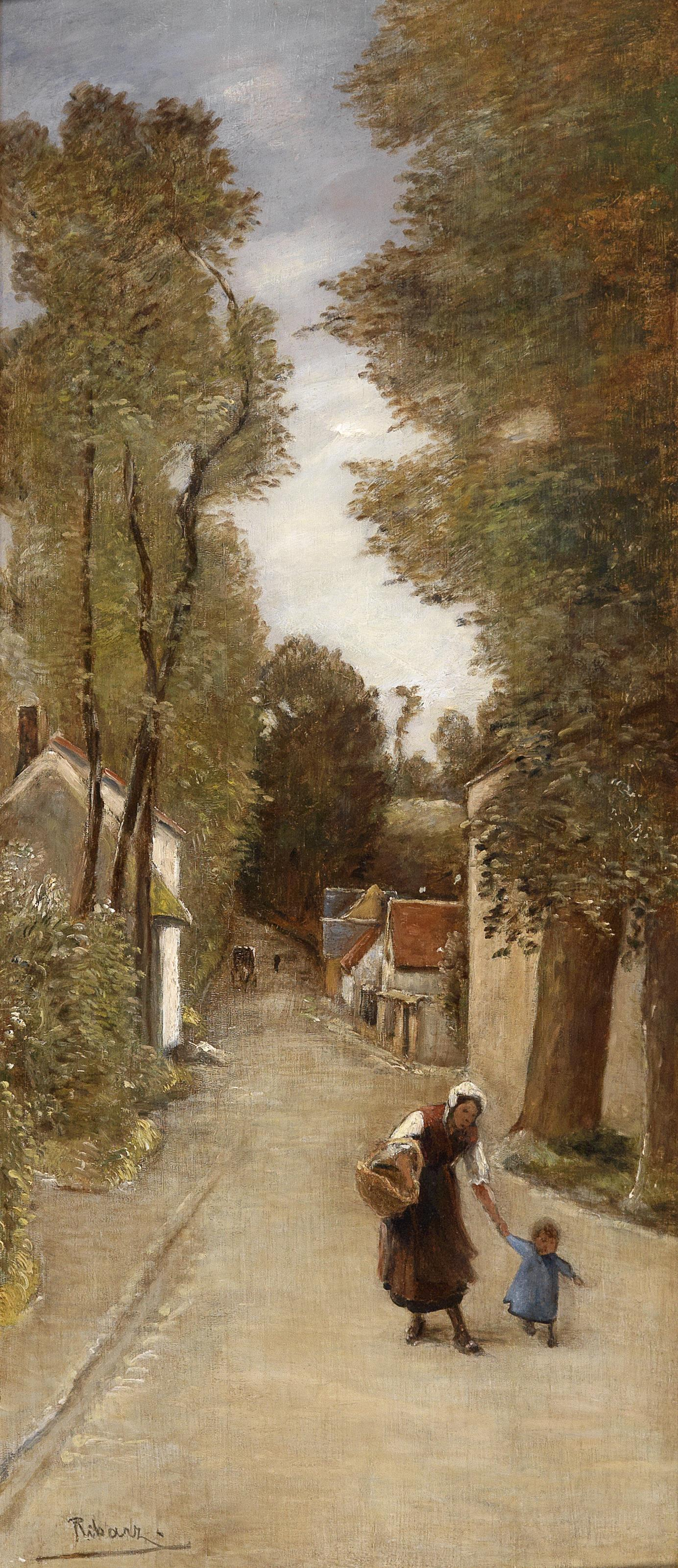
Dorpsidylle
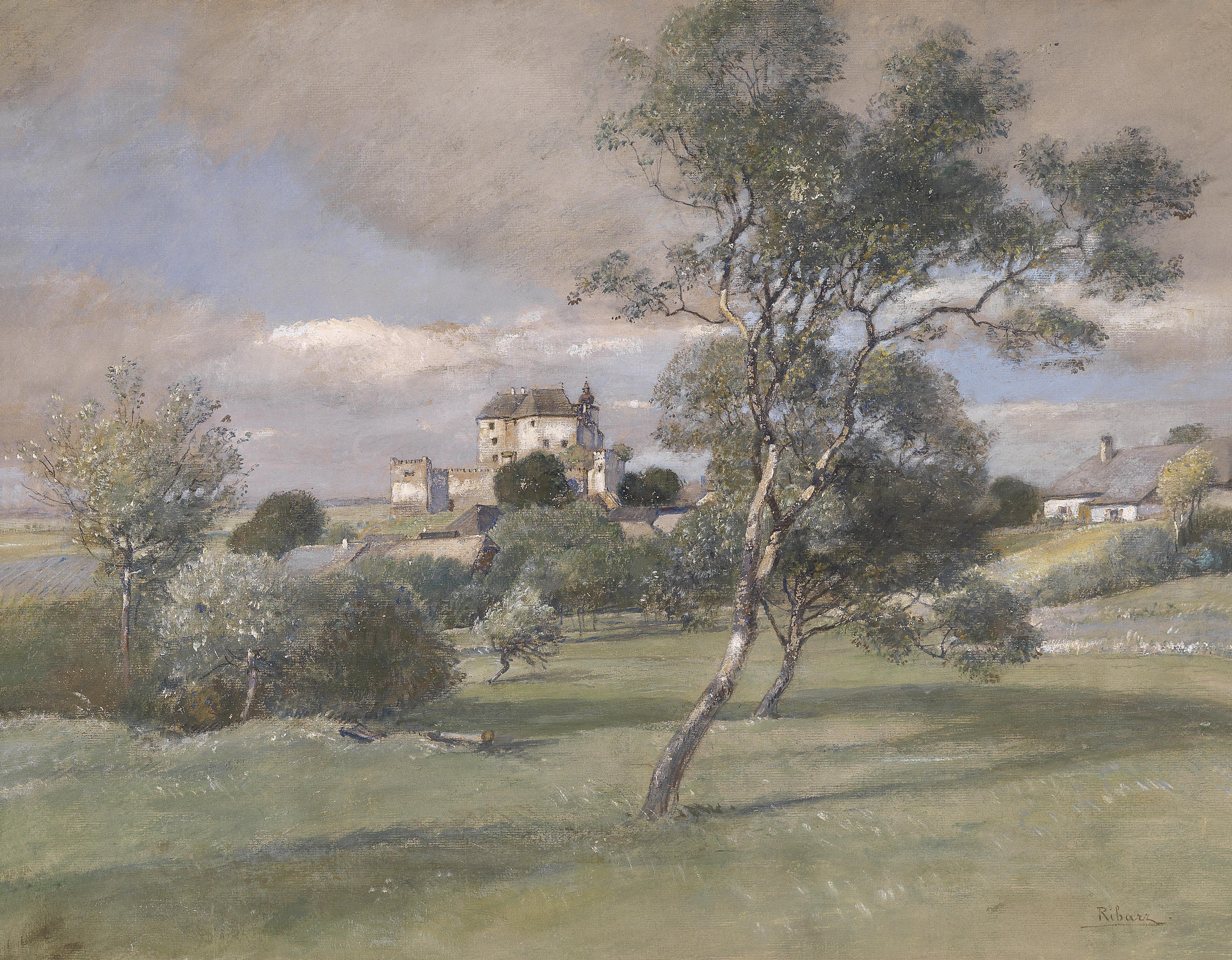
Slot Albrechtsberg
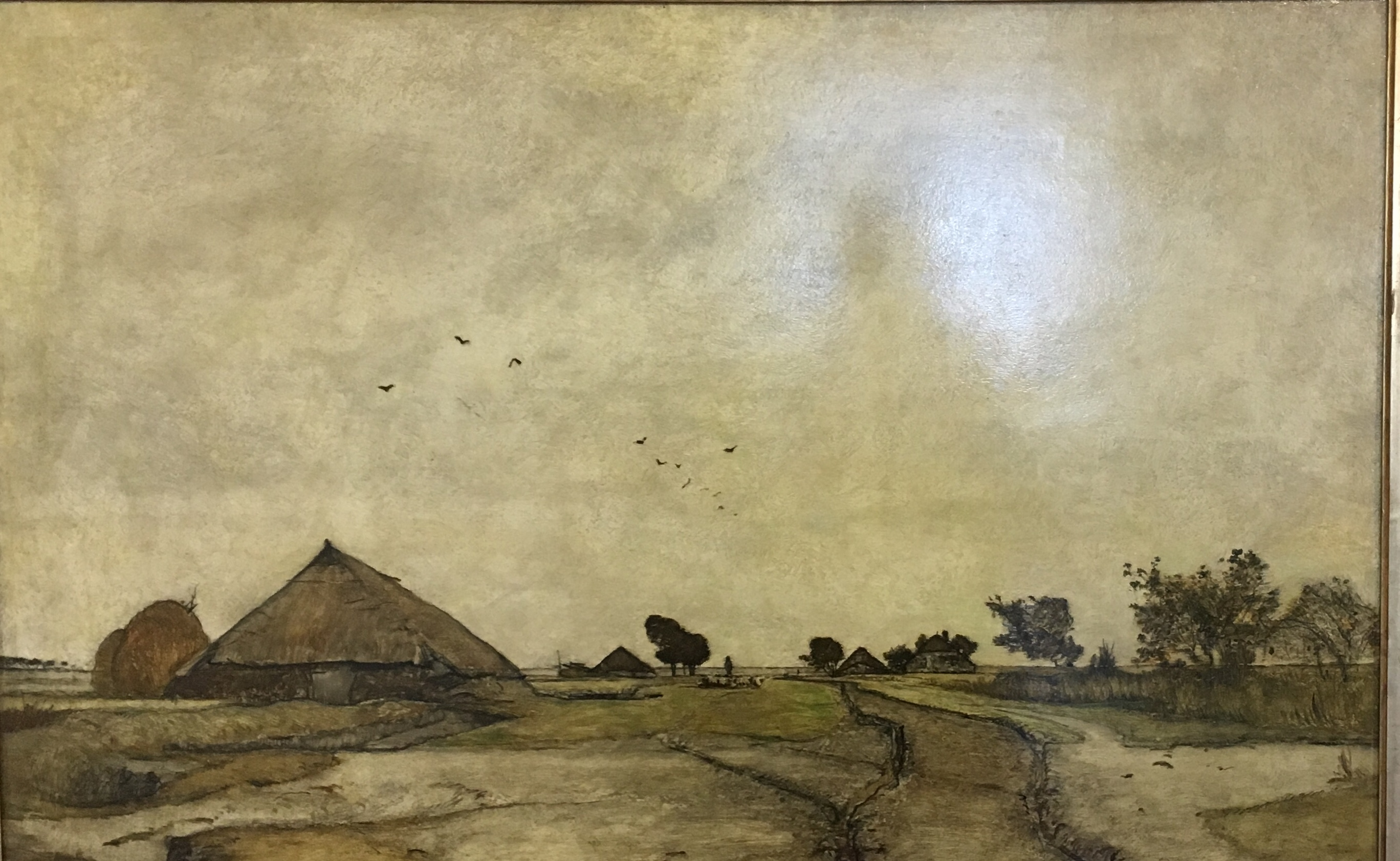
Heide bij Wezep (Collectie Belvedere Wenen)